# Coulis

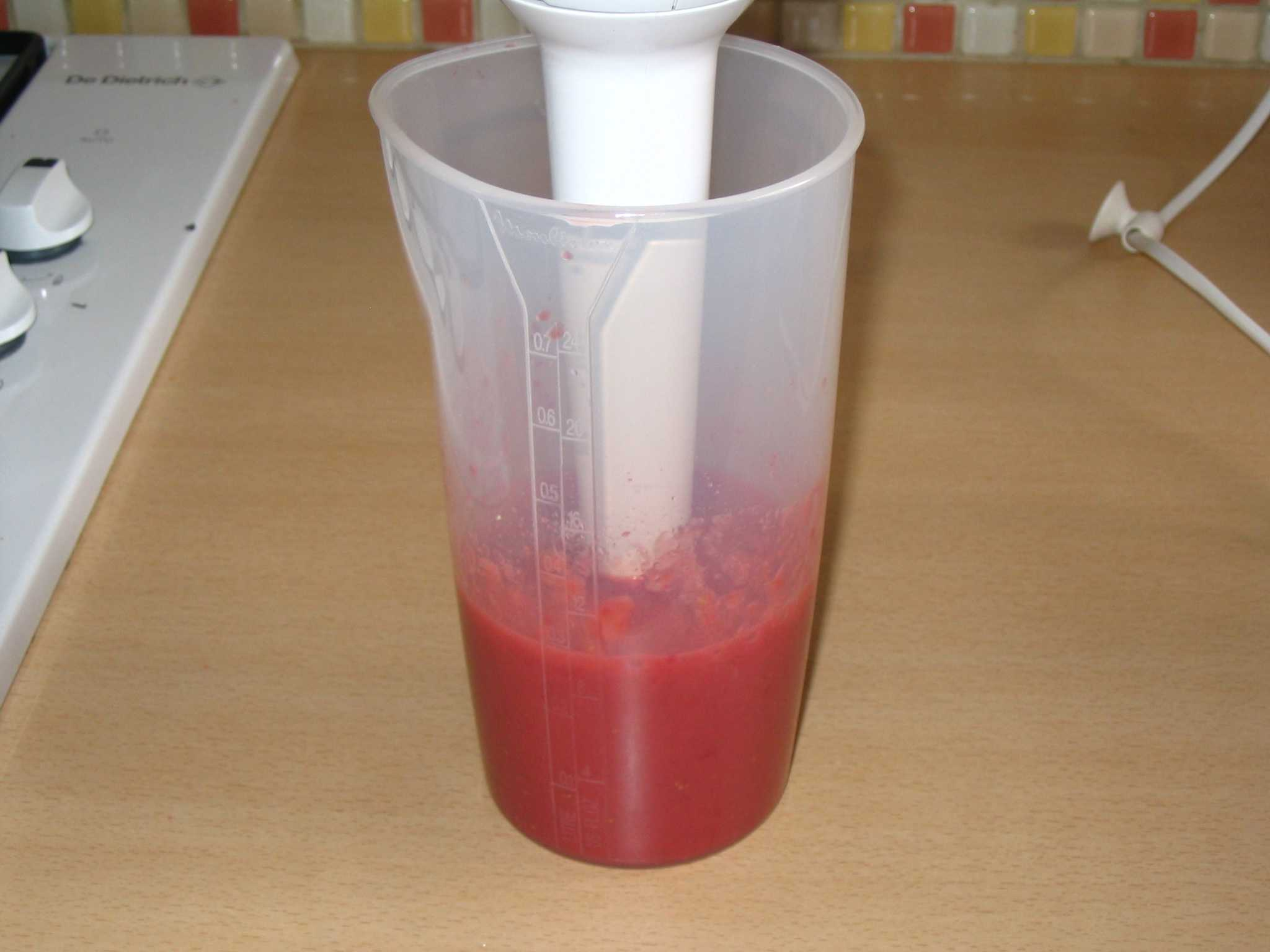
Preparación de un coulis antes de filtrarlo.

Un coulis (pronunciación en francés: /kuˈli/; del verbo francés couler, 'correr', 'fluir') es un jugo concentrado de alimentos obtenido filtrando un puré con un colador fino o un colador chino. Puede ser de verduras o frutas, carnes o pescado.

## Características
El coulis de frutas es una salsa algo espesa hecha a base de frutas que sirve para aromatizar y dar color a postres. En helados, pasteles o mousses un buen coulis transforma y mejora la receta a nivel visual y gustativo. El coulis de frambuesa, por ejemplo, es especialmente popular para decorar y perfumar helados, cremas, tartas o manzanas asadas. Los coulis pueden también ser salsas hechas de los jugos de las carnes o de los mariscos, como en la sopa llamada bisque de bogavante o de marisco. El manual culinario francés Le ménagier, del siglo XIV, ya cita recetas de coulis de pollo y de cangrejo de río. Los coulis vegetales sirven para napar carnes, pescados y verduras, y pueden también ser utilizados como base para sopas o salsas, como por ejemplo el coulis de tomate o de pimiento rojo.